# Thomas Brdarić
Thomas Brdarić (Nürtingen, 1975. január 23. –) horvát származású, német válogatott  labdarúgó, jelenleg edző.
A német válogatott tagjaként részt vett a 2004-es Európa-bajnokságon illetve a 2005-ös konföderációs kupán.